# S/S Eläköön

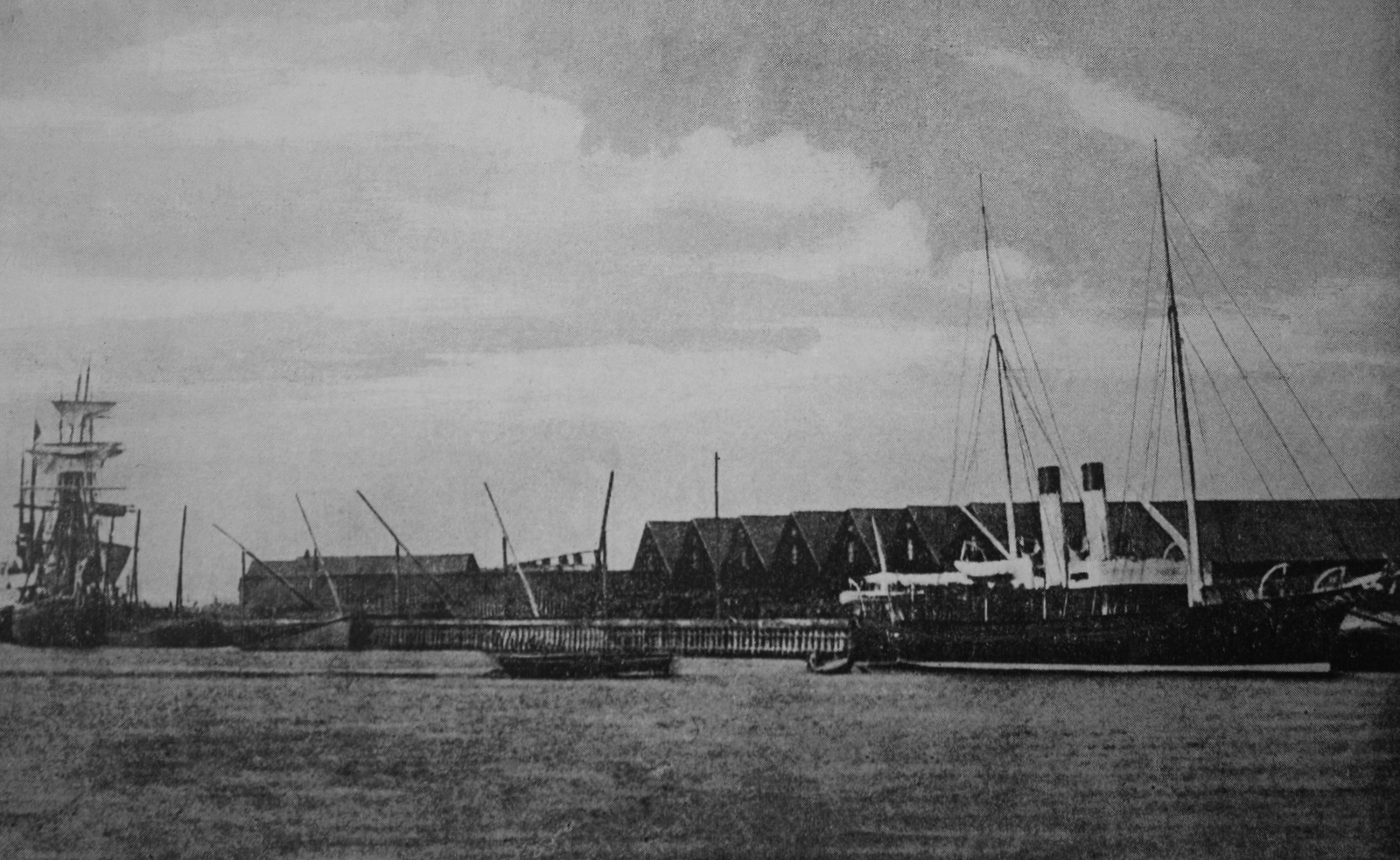
S/S Eläköön.

S/S Eläköön var ett finländskt ångfartyg.
S/S Eläköön (längd 47 meter, deplacement 230 ton) byggdes 1886 i Stockholm för finländska lotsverkets räkning. Fartyget, som sedermera tjänstgjorde bland annat som presidentjakt, gjorde en historisk insats genom att den 4 november 1905 överbringa det så kallade novembermanifestet från Sankt Petersburg till Helsingfors. Fartyget skrotades 1963.